# Алоїз Еліаш
А́лоїз Е́ліаш (чеськ. Alois Eliáš 29 вересня 1890, Прага—19 червня 1942, Прага) — чеський воєнний і державний діяч, генерал, прем'єр-міністр у 1939—1941.
Як воєнний офіцер Еліаш відзначився своєю участю в чеськословацькому легіоні под час Першої Світової війни. Брав активну участь у розбудові Першої Чесько-Словацької республіки. У 1939 році, отримавши запрошення очолити уряд Протекторату Чехії та Моравії, і став прем'єр-міністром за узгодженням з обома центрами спротиву, внутрішнім та зовнішнім. Підтримував стійкі зв'язки з центрами спротиву та Президентом Едвардом Бенешем, передаючи важливу інформацію про дії Третього Рейха. Його діяльність була розкрита німецької контррозвідкою. Був заарештований наприкінці 1941 року, та страчений у 1942.

## Ранні роки
Народився в родині помічника кравця Алоїза Еліаша та Йозефи, до шлюбу Влчкової. Був найменшою дитиною в родині, маючи двох старших сестер: Марію та Божену. Початкову школу та державну гімназію закінчив на Виноградах. 1908—1911 роках навчався у Чеському технічному університеті, де отримав спеціальність інженера-землеміра. Працював у приватній фірмі у Босні.

## Перша світова війна
З початком Першої Світової війни вступив до 28 пішого полку в Празі. У серпні 1914 у званні молодшого сержанта (чеськ. desátník) був відправлений на східний фронт, де 28 серпня (через неповний тиждень після прибуття) в Галичині перейшов до російського полону. У царській армії був призначений техніком і працював на будівництві залізниць у деяких містах Російської імперії.
23 серпня 1917 року у Борисполі вступив до лав 5-го чесько-словацького стрілецького полку Чеськословацького легіону та скоро був відправлений до Франції. У Франції спочатку був зарахований до 33 французького пішого полку в Коньяку, але пізніше звідти був направлений до артилерійської школи у Сент-Максені. Школу закінчив у званні молодшого лейтенанта (чеськ. podporučík). Як командир у складі 21 чеськословацького полку брав участь у кількох значних битвах, як наприклад Верденська битва. Завдяки своїм здібностям швидко отримував підвищення у званні. До Чехії повернувся 10 січня 1919 року у званні капітана інфантерії.

## Перша республіка
Після повернення до Чехословаччини відзначився в боях за Тишинський край у так званій Семиденній війні. Пізніше також у боях у Південній Словаччині проти Угорської радянської республіки. Після повернення до Праги, хоча мав намір повернутися до цивільного життя, погодився стати професійним вояком. У лютому 1920 призначений командиром 21 пішого полку у Чаславі. Саме тут він познайомився з Ярославою Косаковою, на якій у вересні цього ж року одружився. Подружжя залишилося бездітним.
Вже в квітні 1920 був призначений заступником міністра оборони, генерала Гусака. Коли у жовтні 1921 року останній австрійський імператор Карл І невдало спробував повернути собі владу у деяких частинах імперії, у тому числі в Угорщині й Чехії, було об'явлено мобілізацію, і Еліяш став головою штабу 21 полку. З листопада 1921 до вересня 1923 навчався у вищій військовій академії у Франції. Після повернення з Франції, отримав звання підполковника та до 1932 року служив у Генеральному штабі армії на різних посадах аж до другого заступника начальника генштаба, яку він обійняв вже у званні бригадного генерала.
З січня 1932 року Еліаш бере участь у постійній конференції з роззброєння у Женеві як військовий спеціаліст та радник міністра закордонних справ Бенеша. Після повернення з Женеви влітку 1933 очолив спочатку другу пішу бригаду у Хомутові, а потім 3 дивізію у Літомержіце. У січні 1936 був підвищений у званні до дивізіонного генерала й призначений командиром 5 армійського корпусу в Тренчині.

## Друга республіка
Після підписання у вересні 1938 Мюнхенської угоди 22 жовтня генерал Сирови сформував новий уряд. Він призначив Еліаша своїм заступником у справах оборони. Фактично Еліаш керував міністерством, хоча Сирови поєднував обов'язки прем'єра і міністра оборони. У другому уряді, сформованому Рудольфом Бераном, Еліяш очолив новостворене міністерство зв'язку (поєднало в собі міністерство залізничного транстпорту та міністерство пошт і телеграфів). Одночасно Еліаш став членом Найвищої ради оборони країни. Діяльність уряду Берана була спрямована усього лише на виконання пожадань Німеччини та спроби утримати в купі державу, що розпадалася. У Словаччині владу перебрала Глінкова словацька народна партія, а в самій Чехії посилювався вплив ультраправих сил з антисемітськими закликами, вимагаючими також ліквідувати усяке нагадування про Першу республіку.
10 березня 1939 року деякі високопоставлені політичні діячі, включно з Еліашем, спробували відновити вплив центральної влади у Словаччині. Військові та поліція провели широкомасштабну операцію, за результатами якої десятки представників влади народної партії було інтерновано. У Братиславі було встановлено новий уряд, лояльний до Праги. Ця спроба поновити контроль над Словаччиною, у результаті провалилася. На боці уряду народної партії виступила нацистська Німеччина, а Словаччина проголосила незалежність на чолі з Йозефом Тисо.

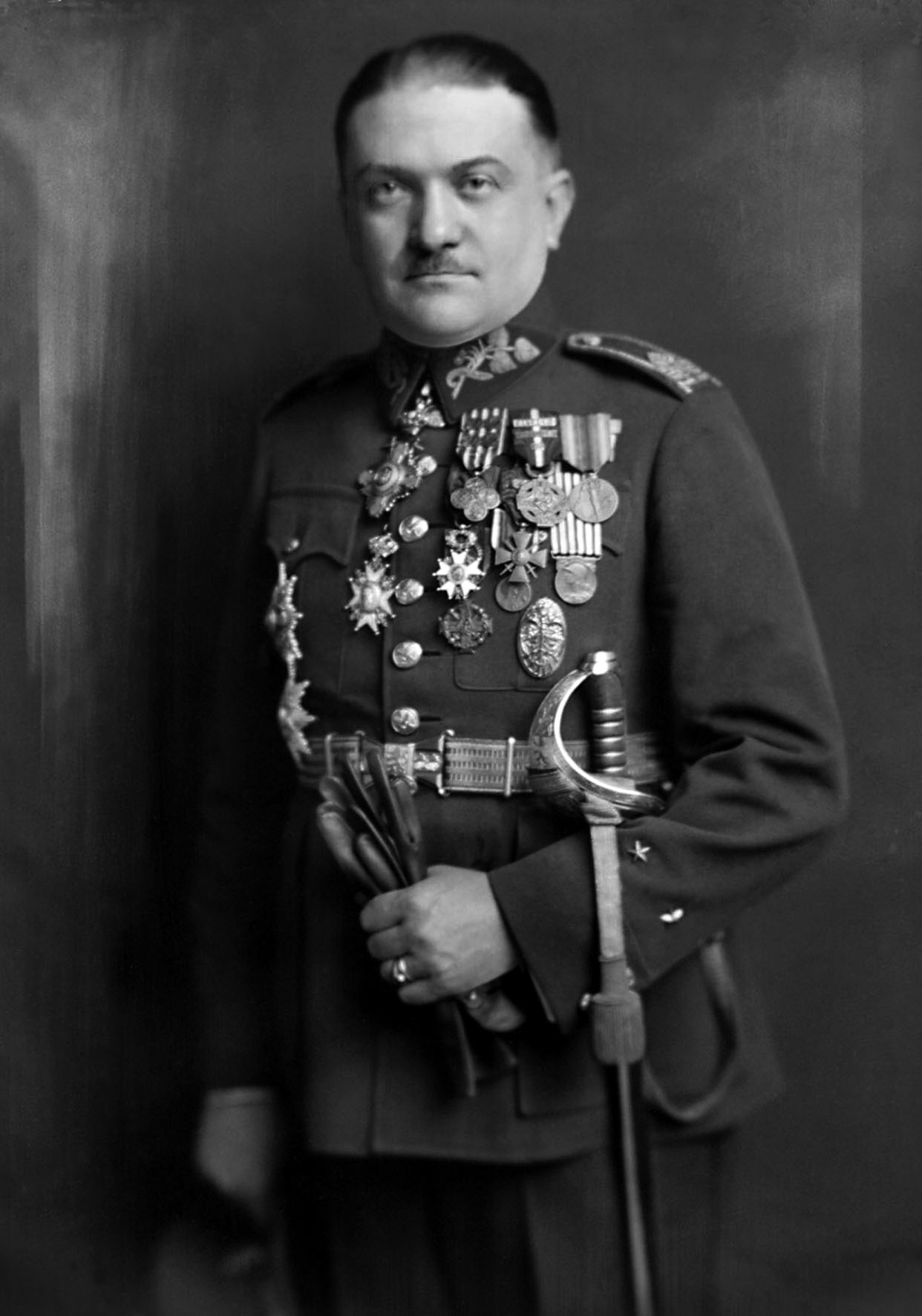

12 березня того ж року голова військової розвідки Франтішек Моравец доповів про плани нацистської Німеччина окупувати Чехію. Еліаш був серед тих політиків, що не вірили цій доповіді, оскільки це означало міжнародне порушення Мюнхенської угоди.

## Німецька окупація
15 березня 1939 року німецькі війська почали займати територію республіки, ніде не зустрічаючи більш-менш значного спротиву. Керівництво країни було настільки захоплено зненацька такими діями німців, що навіть не відіслало жодної ноти протесту до Берліна, так начебто дії німецької сторони були обґрунтовані. Уряд Другої республіки під керівництвом Берана таким чином змінив статус, ставши першим урядом протекторату і функціонував до 26 квітня. На практиці усю владу перебрало військове керівництво, за місяць змінене на керівництво цивільне у лиці Верховного Рейхспротектора фон Нойрата. Ще перебуваючи на посаді міністра зв'язку, 26 березня Еліаш установив правосторонній рух.

### Голова уряду
Після відставки уряду Берана, Еліаша було запропоновано на посаду прем'єр-міністра протекторату. Це було зроблено з наступних причин: для багатьох чехів Еліаш був символом чеського володарювання і перемог, а для рейхспротектора фон Нойрата він був добрим товаришем ще з Женеви. Сам Еліаш вагався з відповіддю на таку пропозицію, ймовірно вважаючи що такий крок буде розцінено у народі як зрада. З іншого боку, на користь цієї пропозиції говорили можливості, що відкривалися, для проникнення у сферу діяльності фащистської влади, доступ до інформації, і т. п. Зрештою, після схвалення такого кроку рухом спротиву, Еліаш прийняв пропозицію. Другий уряд протекторату було призначено 27 квітня 1939 року.
Після окупації чеської території, чеськими офіцерами була організована підпільна організація «Оборона народу», в якій Еліаш став членом ради старійшин. З весни 1939 він також підтримував зв'язки з закордонним рухом опору, що його очолював Президент Бенеш, що знаходився у еміграції в Лондоні, та іншими спільнотами опору. Еліаш притримувався думки, що долю чеського народу мають вирішувати не закордоном, а вдома необхідно збирати сили для народної революції.

### «Справа бутербродів»
На початку вересня 1941 року Еліаш планував вбити чеських журналістів, що співпрацювали з нацистським режимом. Він офіційно запросив журналістів 18 вересня 1941 року на зустріч до Будинку Уряду. Там він пригощав їх бутербродами, які його уролог попередньо отруїв токсинами ботулізму, мікобактеріями туберкульозу, та ріккетсією, що спричиняє тиф. Єдиним померлим після споживання бутербродів був редактор часопису «Чеське слово» (чеськ. České slovo) Карел Лажновський. Інші журналісти, у тому числі Ярослав Кржемен та Емануель Вайтауер, лише захворіли.